# ماري لي هو
ماري لي هو (بالإنجليزية: Mary Lee Hu)‏ هي مُدرسة أمريكية، ولدت في 1943.